# Eric Forsberg
Eric Forsberg (* 16. Dezember 1959 in Chicago, Illinois) ist ein US-amerikanischer Regisseur und Drehbuchautor von mehreren B-Movies und Komödien.

## Leben
Eric Forsberg ist der Sohn der US-amerikanischen Improvisations-Schauspiellehrerin Josephine Raciti Forsberg und des Regisseurs Rolf Forsberg.
Forsberg ist der Autor und Regisseur des Spielfilms Mega Piranha (2010), sowie der Drehbuchautor des Spielfilms Snakes on a Train (2006), einem der ersten Mockbuster des Filmstudios The Asylum. Er schrieb auch die Drehbücher für 30.000 Meilen unter dem Meer (2007) und Krieg der Welten 2 – Die nächste Angriffswelle (2008), die auch unter dem Dach von The Asylum entstanden. Er inszenierte die Filme Alien Abduction (2005), und Night of the Dead (2006). Weitere Filme, an denen er mitwirkte sind Torture Room, und die Stoner-Komödie Sex Pot sowie Monster, Thor – Der Allmächtige,  Arachnoquake und Lord of the Elves – Das Zeitalter der Halblinge. Er arbeitete auch als Co-Produzent und Regieassistent an zahlreichen Filmen für Christopher Coppola und Alain Silver, einschließlich White Nights, Bel Air und Palmer Pickup. In seinen frühen Jahren war er ein Improvisations-Comedy-Dozent an The Players Workshop und The Second City Training Center in Chicago.
Forsberg lebt in Süd-Kalifornien mit seiner Frau Karen und seine Tochter Lola. Er ist ein Gründungsmitglied der Produktionsfirma Cerebral Experiment.

## Filmografie (Auswahl)
- 2005: Alien Abduction
- 2006: Night of the Dead
- 2006: Snakes on a Train (nur Drehbuchautor)
- 2007: Torture Room
- 2007: 30.000 Meilen unter dem Meer (30,00 Leagues Under the Sea, nur Drehbuchautor)
- 2008: Krieg der Welten 2 – Die nächste Angriffswelle (War of the Worlds 2: the Next Wave, nur Drehbuchautor)
- 2008: Monster
- 2009: Sex Pot
- 2010: Mega Piranha
- 2011: Thor – Der Allmächtige (Almighty Thor) (nur Drehbuchautor)
- 2012: Arachnoquake (nur Drehbuchautor)
- 2012: Lord of the Elves – Das Zeitalter der Halblinge (Age of the Hobbits) (nur Drehbuchautor)
- 2013: Ghost Shark – Die Legende lebt (Ghost Shark) (nur Drehbuchautor)
- 2017: Troy: The Odyssey (nur Drehbuchautor)
- 2019: Clown – Willkommen im Kabinett des Schreckens (Clown)